# Мишел Темер
Мишел Мигуел Елиас Темер Лулиа (порт. Michel Miguel Elias Temer Lulia; Тиете, 23. септембар 1940), познатији као Мишел Темер, бивши је председник Бразила. Мишел Темер по професији адвокат, 25. је потпредседник Бразила (2011−2016) и 37. председник (2016) Бразила. Темер је на функцији председника од 12. маја 2016. године, као вршилац дужности након суспензије Дилме Русев на шест месеци, након покретања поступка опозива у Сенату против ње, а од 31. августа исте године, службено је преузео председништво како би довршио њен мандат. Докторирао је на Католичком универзитету у Сао Паулу. Аутор је књига из области уставног права. По вероисповести је католик, маронит.